# Championnat de France de football américain 2012
Navigation
Saison 2011 Saison 2013
La saison 2012 du Casque de diamant est la 31e saison du championnat de France de football américain élite. Elle met aux prises huit équipes réparties en deux poules géographiques (Nord et Sud), qui s'affrontent lors de la saison régulière, chaque équipe jouant dix matches. Les quatre premières équipes à l'issue de la saison régulière s'affrontent en play-off pour désigner le Champion de France 2012.
À l'issue de la saison régulière, les Black Panthers de Thonon, les Spartiates d'Amiens, les Flash de La Courneuve et les Dauphins de Nice se qualifient pour les demi-finales des play-off. Les Black Panthers de Thonon, vainqueur de la saison régulière, éliminent les Dauphins de Nice, qui disputaient leurs premiers play-off. Dans l'autre demi-finale, les Flash de La Courneuve, tenant du titre, sont éliminés par les Spartiates d'Amiens.
Le Casque de diamant se dispute alors entre les Black Panthers de Thonon et les Spartiates d'Amiens. Les Black Panthers ont été deux fois finalistes en 2007 et 2009 tandis que les Spartiates ont déjà remporté deux fois le titre en 2004 et 2010, en plus d'une place de finaliste en 2005. Les Spartiates s'imposent en finale 10 à 7 et remportent leur troisième titre de champion de France.

## Déroulement du championnat

### Équipes participantes
Le championnat compte huit clubs répartis en deux poules géographiques (Nord et Sud) de quatre clubs. Les clubs participants sont les trois premières équipes de chaque poule de la saison régulière 2011 (Flash de La Courneuve, Cougars de Saint-Ouen-l'Aumône, Spartiates d'Amiens, Argonautes d'Aix-en-Provence, Black Panthers de Thonon, Centaures de Grenoble), le vainqueur du barrage entre le dernier de la poule Nord de la saison régulière 2011 et le vainqueur de la poule Nord du casque d'or (Molosses d'Asnières), et le vainqueur du barrage entre le dernier de la poule Sud de la saison régulière 2011 et le vainqueur de la poule Sud du casque d'or (Dauphins de Nice).
T Tenant du titre.
P Promu de Division 2.
| Équipe                         | Montée | Titres | Saisons | Entraineur    |
| ------------------------------ | ------ | ------ | ------- | ------------- |
| Cougars de Saint-Ouen-l'Aumône | 1999   | 0      | 12      | Kirk Lax      |
| Flash de La Courneuve T        | 1985   | 9      | 26      | Camron Olson  |
| Molosses d'Asnières P          | 2011   | 0      | 11      | Jerôme Dondey |
| Spartiates d'Amiens            | 1997   | 2      | 16      | Jim Criner    |

| Équipe                       | Montée | Titres | Saisons | Entraineur     |
| ---------------------------- | ------ | ------ | ------- | -------------- |
| Argonautes d'Aix-en-Provence | 1986   | 8      | 25      |                |
| Black Panthers de Thonon     | 2004   | 0      | 13      | Larry Legault  |
| Centaures de Grenoble        | 2010   | 0      | 3       | Franck Torelli |
| Dauphins de Nice             | 2007   | 0      | 5       |                |

### Formule
Chaque équipe rencontre deux fois les équipes de sa poule et une fois les équipes de l'autre poule. Chaque équipe joue donc 10 matchs en saison régulière. À la fin de la saison régulière, les quatre premiers sont qualifiés pour les demi-finales de play-off. Celles-ci se jouent sur une seule confrontation. Les vainqueurs s'affrontent sur un match en finale pour le Casque de diamant .
Les dernières équipes des poules Nord et Sud jouent un match de barrage contre les vainqueurs des poules Nord et Sud du casque d'or 2012. Les vainqueurs de ces deux barrages restent ou accèdent au Casque de diamant 2013.
Les points sont répartis comme suit :
- Victoire 3 points
- Nul 2 points
- Défaite 1 point

## Saison régulière

### Classement général
| Rang | Équipe                         | Pts | J  | G | N | P | Bp  | Bc  | Diff |
| ---- | ------------------------------ | --- | -- | - | - | - | --- | --- | ---- |
| 1    | Black Panthers de Thonon       | 28  | 10 | 9 | 0 | 1 | 290 | 144 | +146 |
| 2    | Spartiates d'Amiens            | 24  | 10 | 7 | 0 | 3 | 267 | 139 | +128 |
| 3    | Flash de La Courneuve          | 24  | 10 | 7 | 0 | 3 | 220 | 121 | +99  |
| 4    | Dauphins de Nice               | 22  | 10 | 6 | 0 | 4 | 197 | 180 | +17  |
| 5    | Molosses d'Asnières            | 20  | 10 | 5 | 0 | 5 | 218 | 187 | +31  |
| 6    | Centaures de Grenoble          | 18  | 10 | 4 | 0 | 6 | 179 | 233 | -54  |
| 7    | Argonautes d'Aix-en-Provence   | 12  | 10 | 1 | 0 | 9 | 108 | 298 | -190 |
| 8    | Cougars de Saint-Ouen-l'Aumône | 12  | 10 | 1 | 0 | 9 | 71  | 248 | -177 |

### Classement par poule
| Rang | Équipe                         | Pts | J  | G | N | P | Bp  | Bc  | Diff |
| ---- | ------------------------------ | --- | -- | - | - | - | --- | --- | ---- |
| 1    | Spartiates d'Amiens            | 24  | 10 | 7 | 0 | 3 | 267 | 139 | +128 |
| 2    | Flash de La Courneuve          | 24  | 10 | 7 | 0 | 3 | 220 | 121 | +99  |
| 3    | Molosses d'Asnières            | 20  | 10 | 5 | 0 | 5 | 218 | 187 | +31  |
| 4    | Cougars de Saint-Ouen-l'Aumône | 12  | 10 | 1 | 0 | 9 | 71  | 248 | -177 |

| Rang | Équipe                       | Pts | J  | G | N | P | Bp  | Bc  | Diff |
| ---- | ---------------------------- | --- | -- | - | - | - | --- | --- | ---- |
| 1    | Black Panthers de Thonon     | 28  | 10 | 9 | 0 | 1 | 290 | 144 | +146 |
| 4    | Dauphins de Nice             | 22  | 10 | 6 | 0 | 4 | 197 | 180 | +17  |
| 6    | Centaures de Grenoble        | 18  | 10 | 4 | 0 | 6 | 179 | 233 | -54  |
| 7    | Argonautes d'Aix-en-Provence | 12  | 10 | 1 | 0 | 9 | 108 | 298 | -190 |

### Résultats
| Résultats (▼dom., ►ext.)                                   | Fla   | Cen   | Spa   | Arg   | Cou   | Mol   | Dau   | Bla   |
| Flash                                                      |       | 16-14 | 14-20 | 48-0  | 33-7  | 21-6  |       | 9-13  |
| Centaures                                                  |       |       |       | 26-22 | 34-10 |       | 21-33 | 14-32 |
| Spartiates                                                 | 21-26 | 28-0  |       | 40-15 | 32-0  | 47-18 |       |       |
| Argonautes                                                 |       | 9-23  |       |       | 21-14 | 15-34 | 0-29  | 0-14  |
| Cougars                                                    | 0-14  |       | 0-19  |       |       | 7-27  | 12-19 | 21-7  |
| Molosses                                                   | 20-16 | 20-26 | 17-7  |       | 42-0  |       | 13-20 |       |
| Dauphins                                                   | 20-23 | 19-14 | 7-25  | 20-12 |       |       |       | 28-29 |
| Black Panthers                                             |       | 44-7  | 42-28 | 50-14 |       | 28-21 | 31-2  |       |
| - Victoire à domicile - Match nul - Victoire à l'extérieur |       |       |       |       |       |       |       |       |

### Trophées desmeilleurs joueursFrançais et étranger
- Trophée Laurent Plegelatte (meilleur joueur Français) : Paul Durand (quaterback, Spartiates d'Amiens).
- Trophée Chris Flynn (meilleur joueur étranger) : Shad Baichtal (defensive back, Molosses d'Asnières).

## Play-off et barrages

### Barrages d'accession
| Barrage | Date         | Barragiste Casque de diamant (D1) | Score   | Barragiste Casque d'or (D2) |
| ------- | ------------ | --------------------------------- | ------- | --------------------------- |
| Nord    | 10 juin 2012 | Cougars de Saint-Ouen-l'Aumône    | 46 - 21 | Templiers d'Élancourt       |
| Sud     | 9 juin 2012  | Argonautes d'Aix-en-Provence      | 0 - 16  | Kangourous de Pessac        |

Les Cougars de Saint-Ouen-l'Aumône remportent le match de barrage contre les Templiers d'Élancourt, vainqueur de la poule Nord du casque d'or. Cependant, en raison de la présence d'un joueur non éligible chez les Cougars, ils ont été déclarés forfait et les Templiers accèdent à l'élite pour la saison 2013. Dans le barrage Sud, les Kangourous de Pessac battent les Argonautes d'Aix-en-Provence et accèdent ainsi au championnat élite pour la première fois depuis 1994. Les Argonautes d'Aix-en-Provence descendent en Casque d'or après vingt-six saisons en élite.

### Play-off
|  | Demi-finales                    | Demi-finales                    |                              |    | Finale - Casque de Diamant XVIII                                                              | Finale - Casque de Diamant XVIII                                                              |
|  | Demi-finales                    | Demi-finales                    |                              |    | Finale - Casque de Diamant XVIII                                                              | Finale - Casque de Diamant XVIII                                                              |
|  |                                 |                                 |                              |    |                                                                                               |                                                                                               |
|  | 10 juin 2012 à Thonon-les-Bains | 10 juin 2012 à Thonon-les-Bains |                              |    | 23 juin 2012 15 h à Paris, Stade Charléty MVP de la finale : Giovanni Nanguy (DB, Spartiates) | 23 juin 2012 15 h à Paris, Stade Charléty MVP de la finale : Giovanni Nanguy (DB, Spartiates) |
|  | 10 juin 2012 à Thonon-les-Bains | 10 juin 2012 à Thonon-les-Bains |                              |    | 23 juin 2012 15 h à Paris, Stade Charléty MVP de la finale : Giovanni Nanguy (DB, Spartiates) | 23 juin 2012 15 h à Paris, Stade Charléty MVP de la finale : Giovanni Nanguy (DB, Spartiates) |
|  | [1] Black Panthers de Thonon    | 23                              |                              |    | 23 juin 2012 15 h à Paris, Stade Charléty MVP de la finale : Giovanni Nanguy (DB, Spartiates) | 23 juin 2012 15 h à Paris, Stade Charléty MVP de la finale : Giovanni Nanguy (DB, Spartiates) |
|  | [1] Black Panthers de Thonon    | 23                              |                              |    | 23 juin 2012 15 h à Paris, Stade Charléty MVP de la finale : Giovanni Nanguy (DB, Spartiates) | 23 juin 2012 15 h à Paris, Stade Charléty MVP de la finale : Giovanni Nanguy (DB, Spartiates) |
|  | [4] Dauphins de Nice            | 14                              |                              |    | 23 juin 2012 15 h à Paris, Stade Charléty MVP de la finale : Giovanni Nanguy (DB, Spartiates) | 23 juin 2012 15 h à Paris, Stade Charléty MVP de la finale : Giovanni Nanguy (DB, Spartiates) |
|  | [4] Dauphins de Nice            | 14                              | [1] Black Panthers de Thonon | 7  |                                                                                               |                                                                                               |
|  | 9 juin 2012 à Amiens            |                                 | [1] Black Panthers de Thonon | 7  |                                                                                               |                                                                                               |
|  |                                 | [2] Spartiates d'Amiens         | 10                           |    |                                                                                               |                                                                                               |
|  | [2] Spartiates d'Amiens         | [2] Spartiates d'Amiens         | 10                           | 16 |                                                                                               |                                                                                               |
|  | [2] Spartiates d'Amiens         |                                 |                              | 16 |                                                                                               |                                                                                               |
|  | [3] Flash de La Courneuve       | 13                              |                              |    |                                                                                               |                                                                                               |
|  | [3] Flash de La Courneuve       | 13                              |                              |    |                                                                                               |                                                                                               |

## Résultat
| Vainqueur Casque de diamant 2012 Spartiates d'Amiens 3e titre |

## Sources